# Epiphanis tristis
Epiphanis tristis är en skalbaggsart som först beskrevs av Sharp 1908.  Epiphanis tristis ingår i släktet Epiphanis och familjen halvknäppare. Inga underarter finns listade i Catalogue of Life.